# Wallace Collection
Wallace Collection (Wallacova sbírka) je národní umělecké muzeum v Londýně.

## Historie
Vzniklo ze soukromých sbírek prvních čtyř markýz z Hertfordu a sira Richarda Wallaceho, který byl nemanželským, později legitimizovaným synem čtvrté z nich, velké sběratelky obrazů. Markýza žila ve Francii na zámečku v Bouloňském lesíku, proto byly základem sbírek artefakty francouzské.
Sbírky odkázala Velké Británii vdova po Wallacovi roku 1897 podle jeho poslední vůle z roku 1890. Muzeum bylo zpřístupněno veřejnosti roku 1900 v Hertford House, rodinném domě Hertfordů a manželů Wallaceových na Manchester Square v londýnském obvodu Westminster, kde je dosud. Před několika lety bylo vnitřní prostranství zakryto skleněnou střechou.

## Sbírky

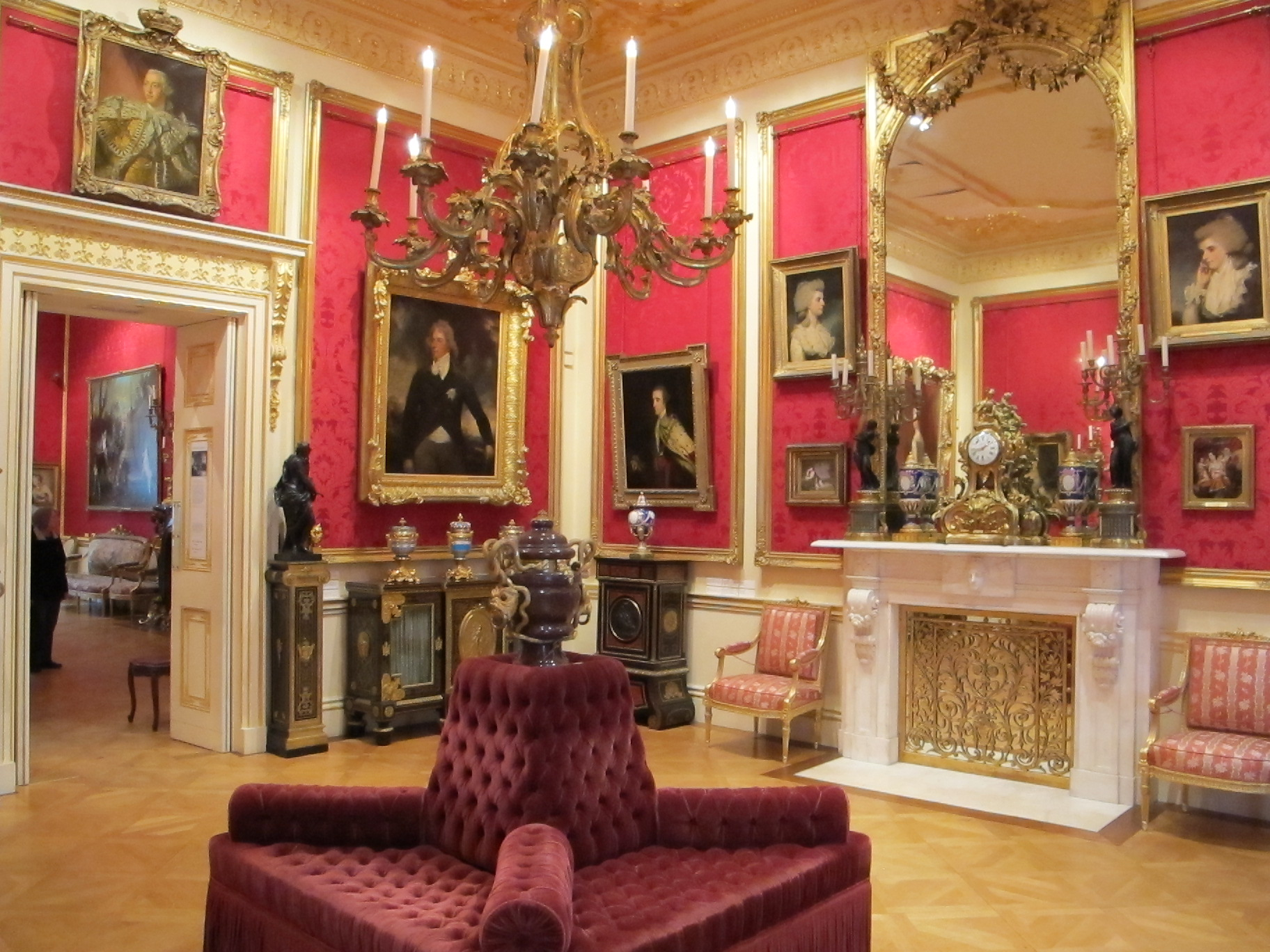
interiér tzv. Kreslírny

Sbírky muzea se skládají ze čtyř oblastí sběratelství:
- obrazárna s obrazy starých mistrů (například Frans Hals: Usmívající se kavalír, portrét Rembrandtova syna Tita, Rubensova Krajina s duhou nebo Dáma s vějířem od Velásqueze), dále soudobé portréty britské a francouzské šlechty od Joshuy Reynoldse nebo Thomase Gainsborougha, či grafika.
- sochařská sbírka
- sbírky uměleckých řemesel: vyniká kolekce porcelánu (míšeňský a sèvreský porcelán), renesanční benátské sklo, zlatnická sbírka s limožskými emaily a šperkem, zbraně a zbroj, francouzský nábytek, dřevořezby a hodiny z 18. století a další umělecké předměty.
- úprava interiérů
- knihovna a archiv

## Galerie

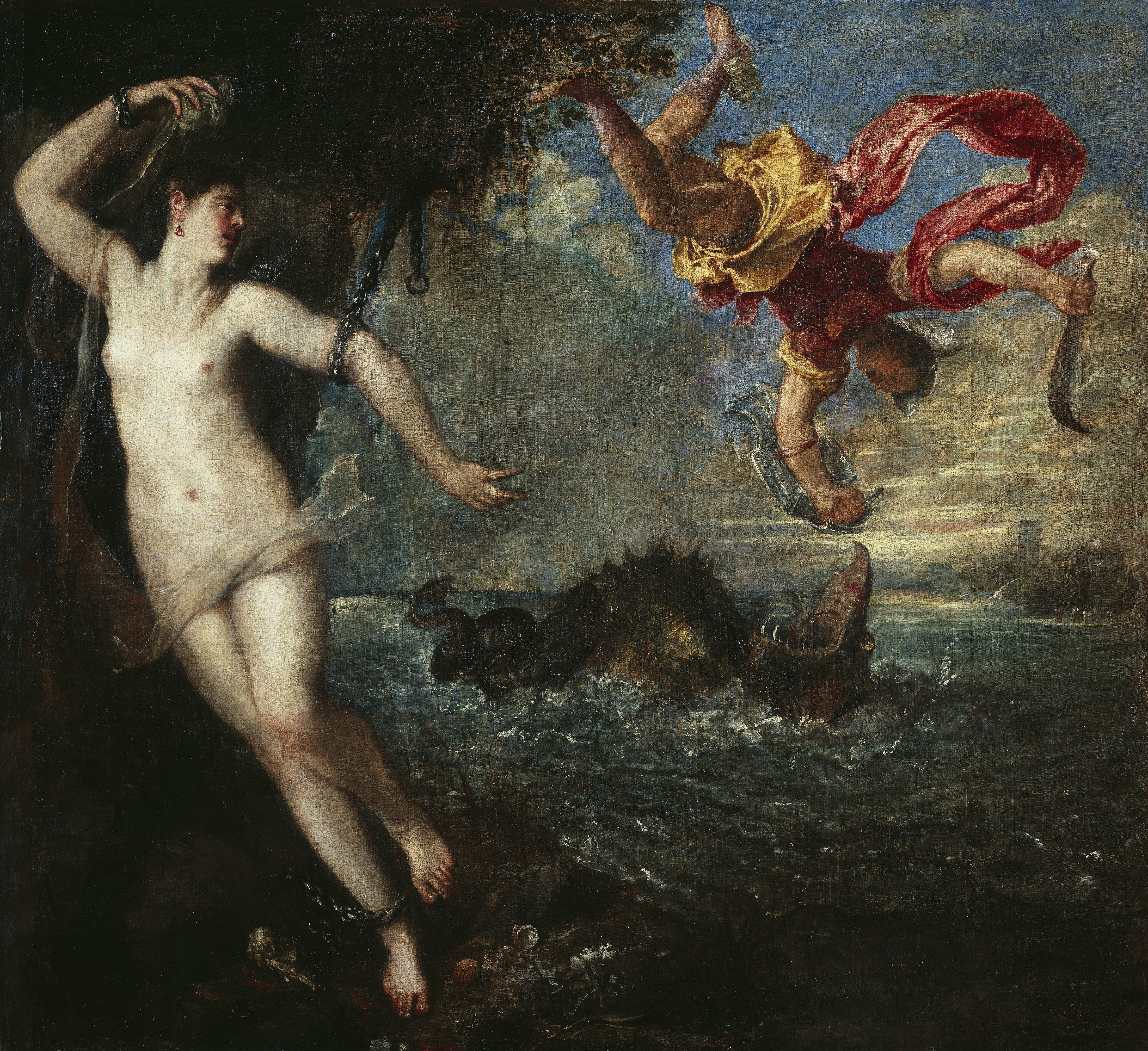
Tizian: Perseus a Androméda
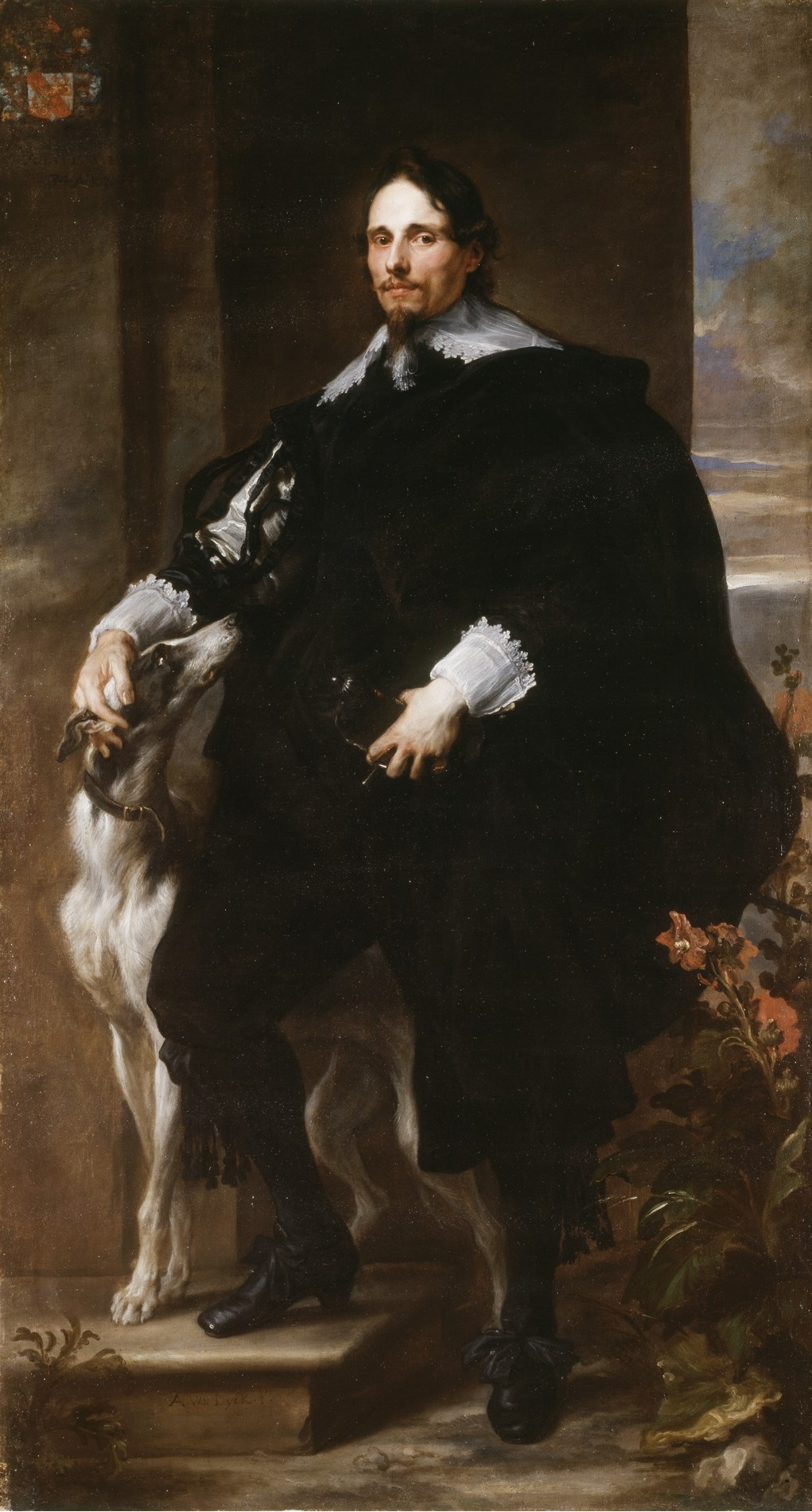
Anthonis van Dyck: Portrét krále Filipa
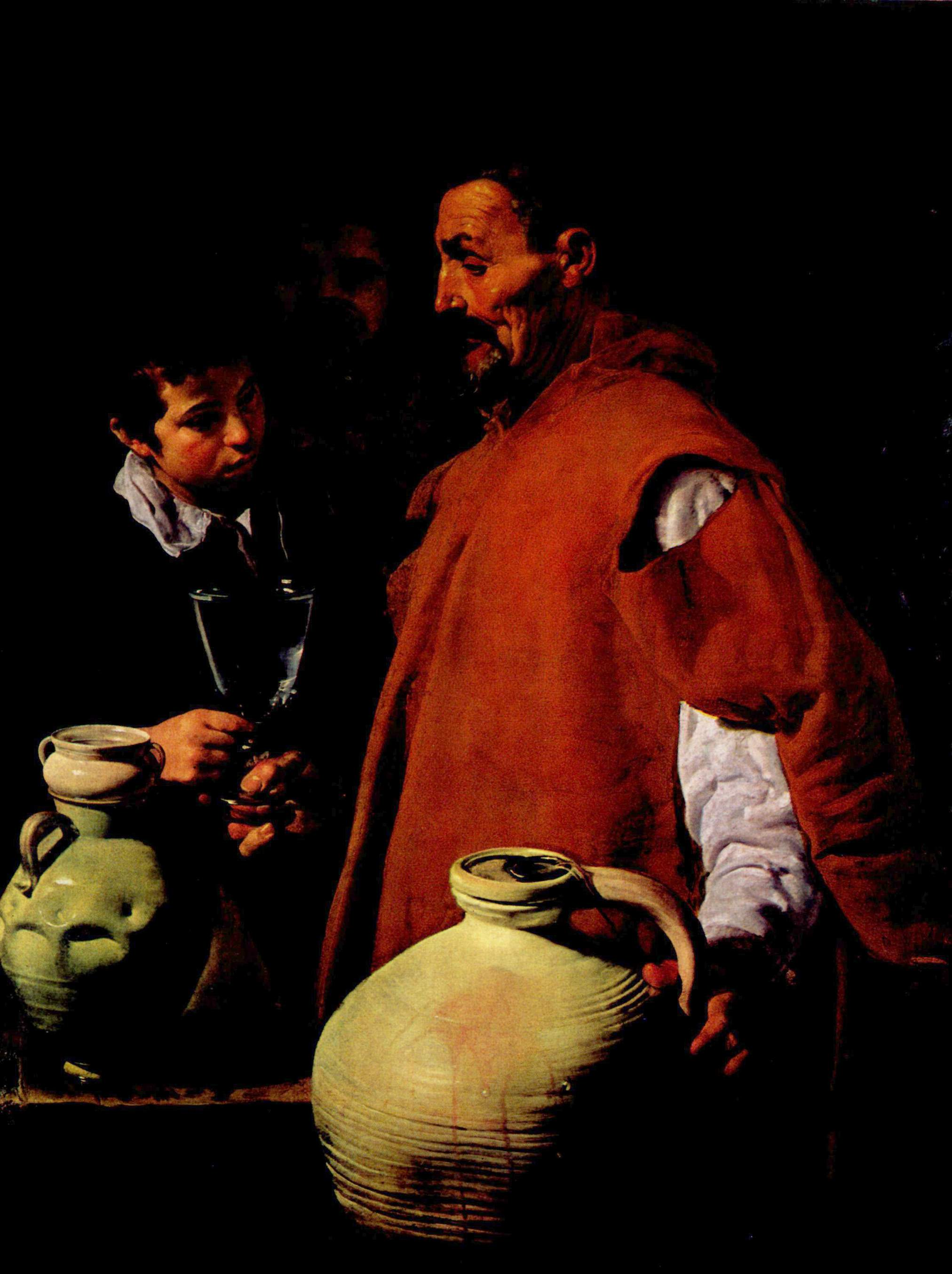
Diego Velázquez: Prodavač vody ze Sevilly
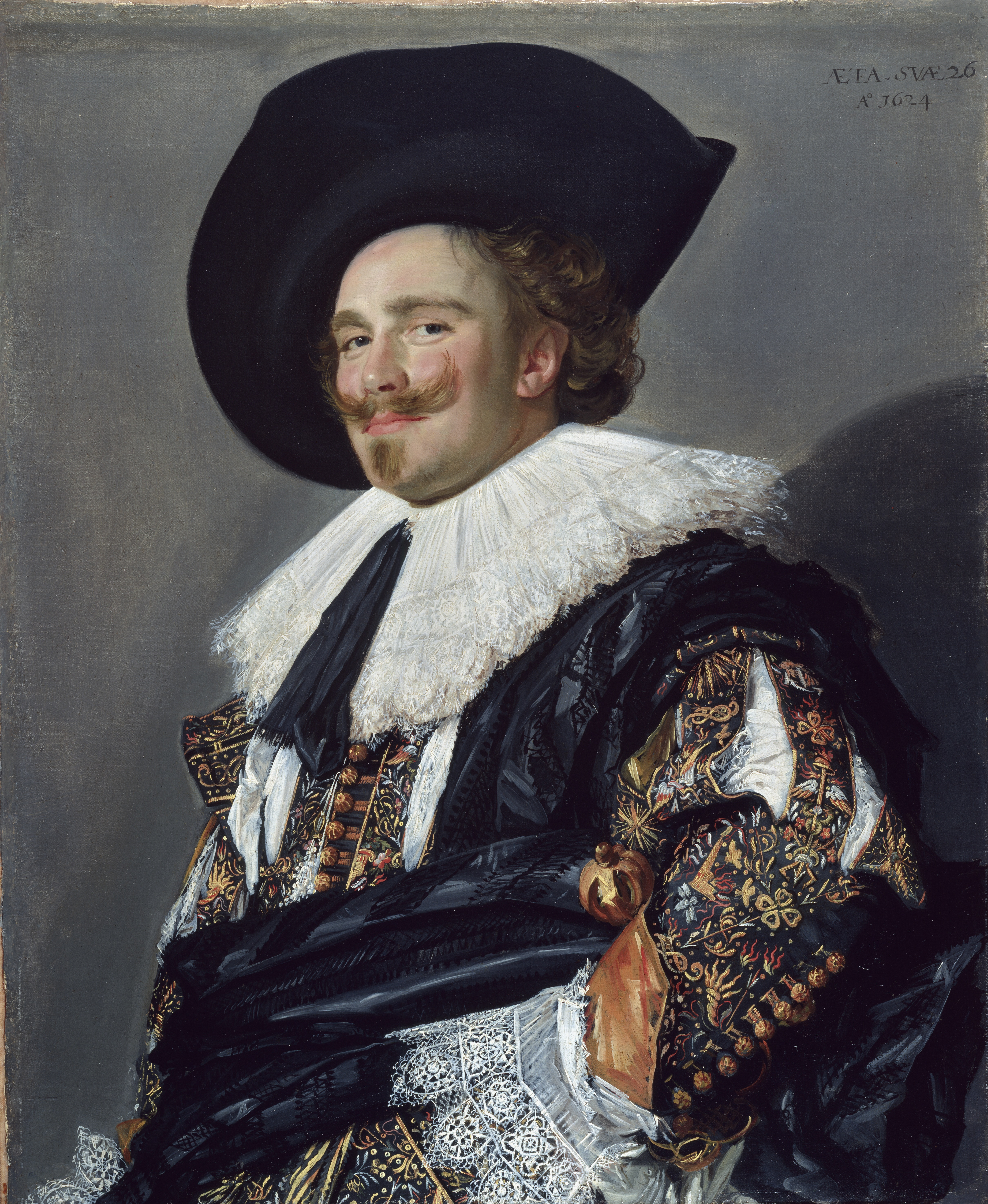
Frans Hals: Usmívající se kavalír
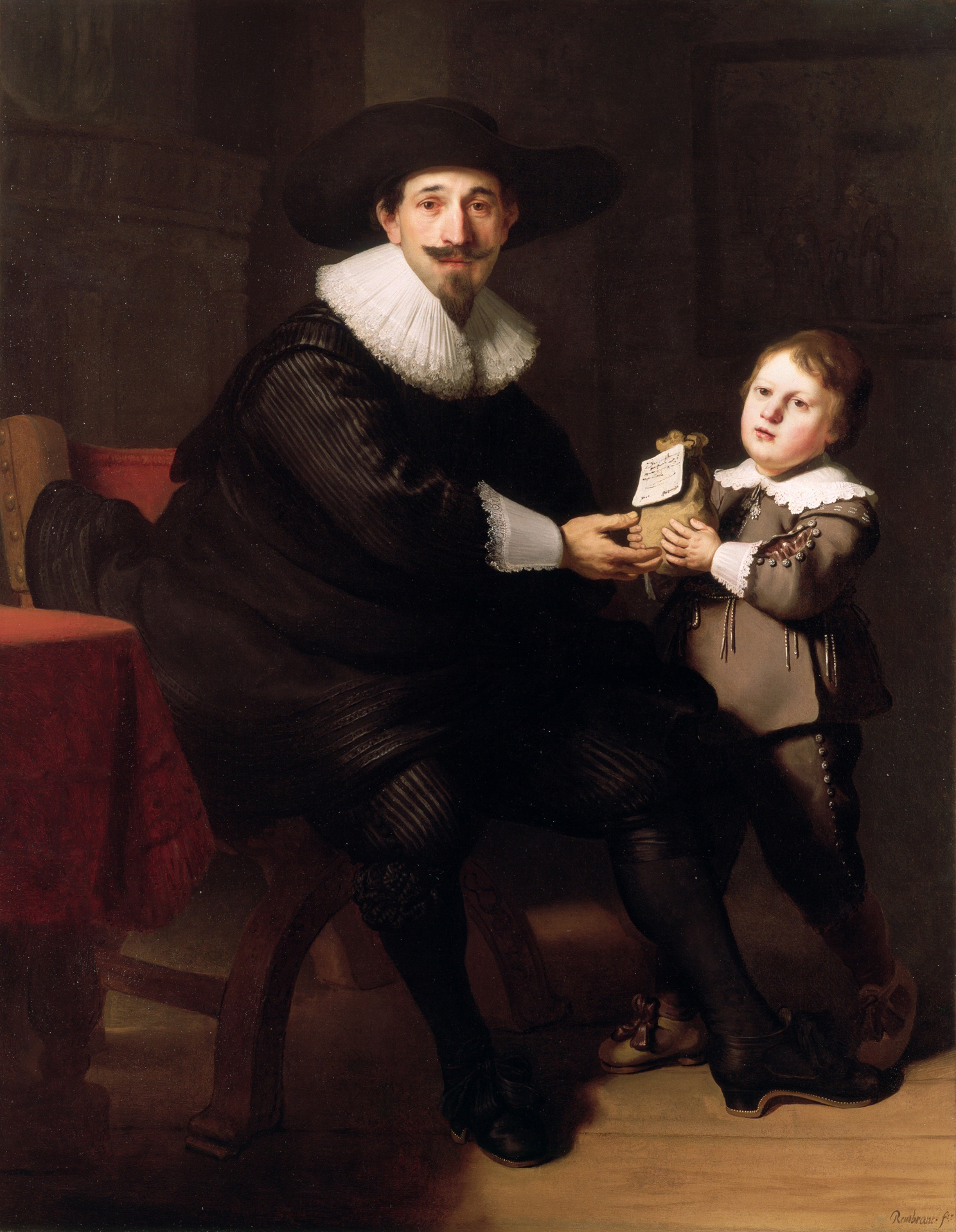
Rembrandt: Jan Pellicorne a syn
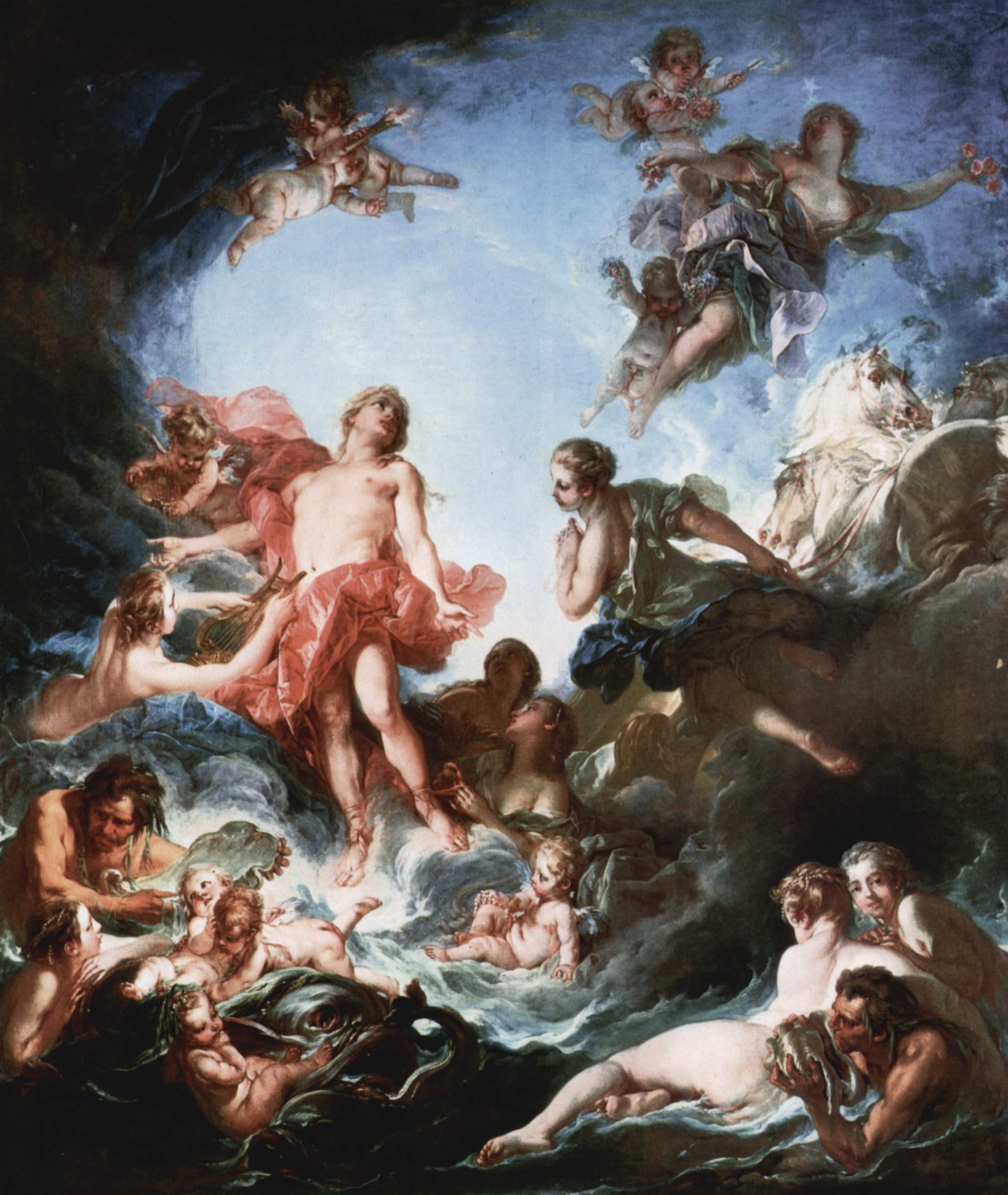
François Boucher: Východ slunce
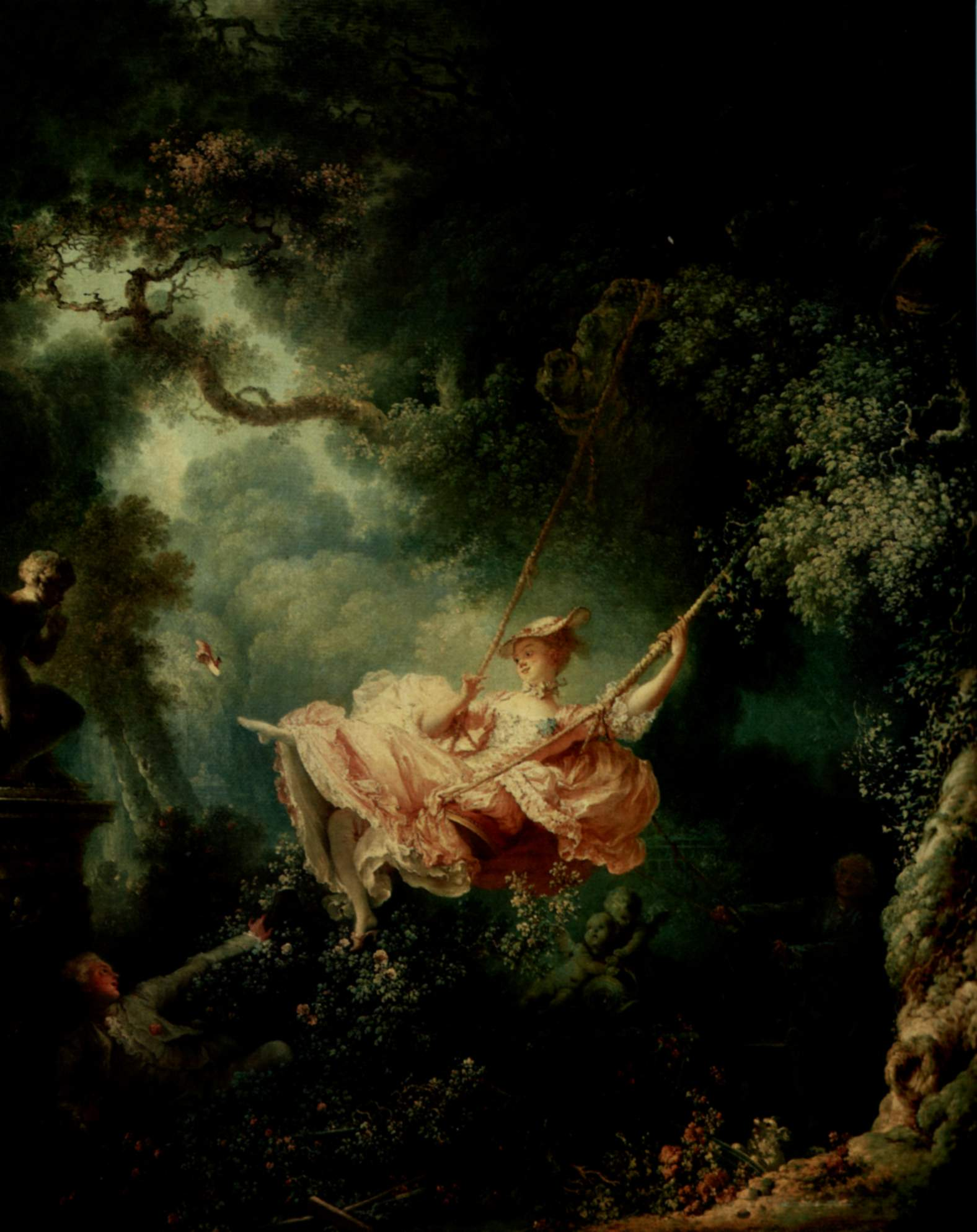
Jean-Honoré Fragonard: Houpačka
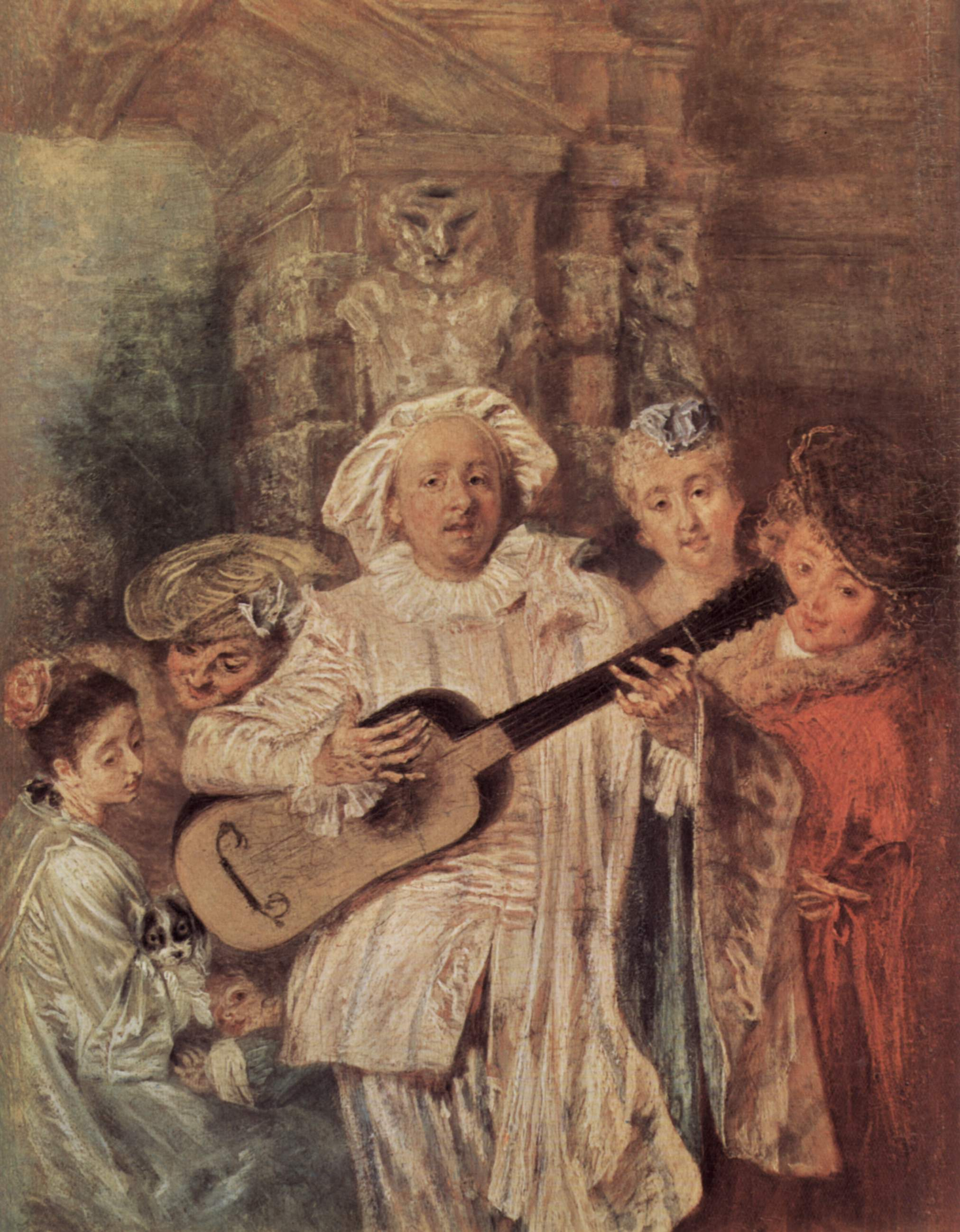
Antoine Watteau: Mezzetinova rodina